# Карбазохром
Карбазохром — кровоспинний або гемостатичний засіб, який припиняє кровотік, викликаючи агрегацію і адгезію тромбоцитів в крові, щоб сформувати тромб, припиняючи подачу крові з відкритої рани. Дослідження щодо його ефективності та тяжкості можливих побічних ефектів залишаються доволі невизначеними.
Карбазохром — ортохінон, продукт окиснення адреналіну без симпатоміметичної активності через відсутність вторинної аміно- та о-дифенольної груп. Чинить локальну судинозвужувальну дію на дрібні судини, що призводить до зменшення тривалості кровотечі. Цей ефект досягається без підвищення АТ та впливу на серцево-судинну діяльність.
З троксерутином досліджували його для лікування геморою.

## Механізм дії
Карбазохром, напівкарбазон адренохрому, який взаємодіє з α-адренорецепторами на поверхні тромбоцитів, які зв'язані з білком Gq і ініціюють шлях PLC IP3/DAG для збільшення внутрішньоклітинної концентрації вільного кальцію з наступними діями:
- Активує PLA2 та індукує шлях арахідонової кислоти до синтезу ендопероксидів (TxA2, тромбоксан A2)
- Кальцій зв'язується з кальмодуліном, який потім зв'язує та активізує міозинову легколанцюгову кіназу[en], що дозволить міозиновому містку зв'язуватися з актиновою ниткою і давати змогу починати скорочення. Це змінить форму тромбоцитів та індукує вивільнення серотоніну, ADP, vWF (фактор фон Віллебранда), PAF (фактор, що активує тромбоцити), щоб сприяти подальшій агрегації та адгезії.

## Показання
Капілярні та паренхіматозні крововиливи (травма, тонзилектомія, під час операції), кишкові кровотечі, тромбоцитопенічна пурпура (thrombocytopenic purpura).

## Побічна дія
Дослідження щодо його ефективності та тяжкості можливих побічних ефектів залишаються доволі невизначеними.

## Синоніми
Adcar AC (Nisshin Pharmaceutical), Adona (Tanabe), Adonamin (Towa Yakuhin), Adrenochrome (Quality Pharm), Adrenoxil (Climax), Adrome (Landson), Almetex (Alkaloid), Anaroxyl (Organon), Auzei (Nichi-Iko Pharmaceutical), Carbajust (Yoshindo), Chichina (Fuso Pharmaceutical), Chromazol (Solas), Crome (Ferron), Cromin's (Infarmasa), Di Ka Ning (Bosen Bio Pharmaceutical), Fleboside (Acarpia-P), Fleboton (Minapharm), Ge Dan (Changfu Jiejing Pharmaceutical), Hemosin K (Hormona), Le Ka Ning (Pude), Le Zhi Na (Tai'an Pharmaceutical Factory), Luoye (Suzhou No.6), Na Neng (Double-Crane), Odanon (Towa Yakuhin), Ophthalm K (Alfresa Pharma), Ranobi (Koa Isei), Styptochrome (Dr. Reddy's), Su Bo Te (Laien Pharmaceutical), Tai Si Neng (Tide Pharmaceutical), Toxivenol (Kleva), Velchrome (Novell Pharmaceutical), Xue Yi Ting (Weifang Pharmaceutical Factory)

### Дженерики
Carbazochrome, Carbazocromo, Adrenochrome monosemicarbazone, L 502, AC 17

### Комбіновані ЛЗ
Карбарутин (Carbarutin)